# Herslev Sogn (Lejre Kommune)
Herslev Sogn 

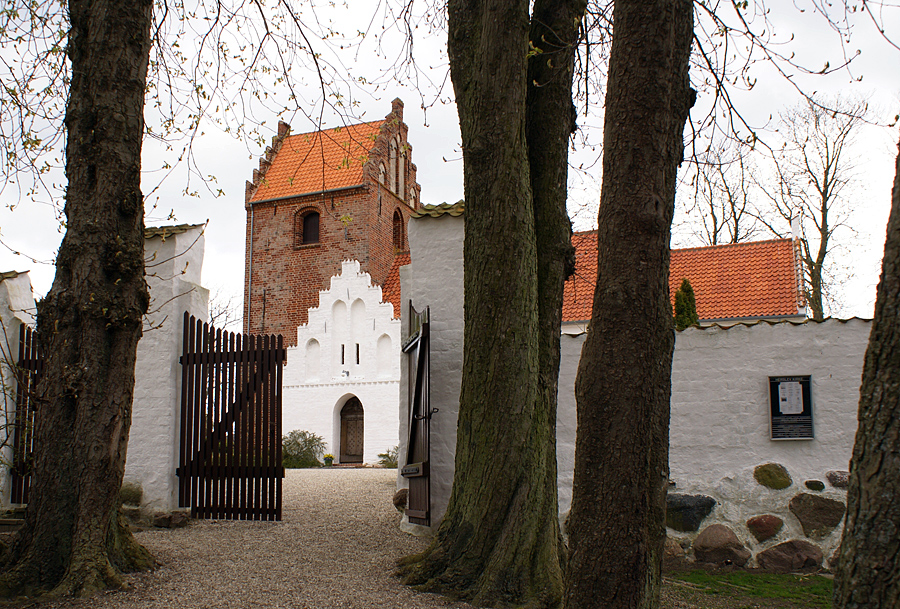
Herslev Kirke

ist eine Kirchspielsgemeinde (dän.: Sogn)
auf der Insel Sjælland im südlichen Dänemark.
Bis 1970 gehörte sie zur Harde Sømme Herred im damaligen Københavns Amt (bis 1808: Roskilde Amt), danach zur Lejre Kommune im „neuen“ Roskilde Amt, die im Zuge der  Kommunalreform zum 1. Januar 2007 in der „neuen“ Lejre Kommune in der Region Sjælland aufgegangen ist.
Im Kirchspiel leben 640 Einwohner, davon 228 im Kirchdorf (Stand: 1. Januar 2023).
Im Kirchspiel liegt die Kirche „Herslev Kirke“.
Nachbargemeinden sind im Südwesten Gevninge Sogn und im Süden Kornerup Sogn sowie in der benachbarten Roskilde Kommune im Südosten Svogerslev Sogn.